# Коденська книга
«Коденська Книга» — збірка протоколів польського військового суду в Кодні. У ній зафіксовано численні допити учасників Коліївського повстання, а також вироки польсько-шляхетського суду над ними. Коденська Книга має 608 сторінок, містить записи про 336 справ, 218 з яких закінчилися смертними вироками, 9 повстанців було четвертовано, у 151 відтяті голови, 1 — посаджено на палю, 57 — повішено.
Зокрема було страчено трьох кобзарів — учасників Коліївського повстання:
- Прокіп Скряга,
- Василь Варченко,
- Михайло, Сокового зять.

Вперше Коденська Книга згадана у науковій літературі в 1889 році, коли історик Я. М. Шульгин вперше навів цитати з неї у своїй статті про Коліївщину в журналі «Кіевская Старина» .